# Вермут

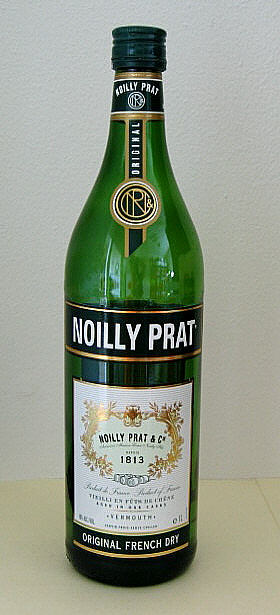
Вермут

Ве́рмут (нім. Wermut, букв. — полин; англ. vermouth) — купажне ароматизоване вино.
Вермути виготовляють з якісного вина, виготовленого з відбірного білого та червоного винограду, смак збагачується завдяки додаванню більше тридцяти різноманітних трав, квітів, фруктів і насіння. Використовують, зокрема, альпійський полин, коріння арніки, кардамон, валеріану, імбир, аїр, шафран, ромашку, ваніль, мускатний горіх, корицю, чебрець, м'яту тощо. Вермутам притаманний особливий складний аромат. Мистецтво виготовлення вермутів базується на багатому практичному досвіді складання сумішей інгредієнтів.
Вермути п'ють невеликими дозами, як аперитив.

## Історія
Першим центром виробництва вермутів було італійське місто Турин, що розташоване у області П'ємонт, відомій своїми родючими рівнинами. Вирощуваний на них виноград давав сухі і м'які білі вина, а з схилів Альп, що перебувають в цій області, збирали багаті ароматами рослини.
Трохи пізніше виробництво вермутів одержало свій розвиток також у Флоренції і Венеції.
Винахідником вермуту вважають Антоніо Карпано, який започаткував його продаж у 1786 році) В кінці XVIII століття в Італії окрім дому Carpano (зараз випускає також вермут під маркою Punt e Mes) були засновані також фірми Cinzano, Martini, Gancia. Згодом з'явилися і французькі фірми по виробництву вермутів, у тому числі і Noilly Prat (зараз випускає найсухіший вермут у світі).

## Різновиди
Спеціалісти поділяють вермути на п'ять груп:
- Vermouth Secco (dry) — сухий вермут, вміст цукру в якому не перевищує 4 %;
- Vermouth Bianco — білий вермут, містить від 10 до 15 % цукру;
- Vermouth Rosso (sweet) — червоний вермут із вмістом цукру понад 15 %;
- Vermouth Rose — рожевий вермут із середньою концентрацією цукру між білим і червоним;
- Vermouth Bitter — гіркий вермут, належить до біттерів і вживається, як правило, в ролі діжестиву для покращення травлення.

## Найуспішніші марки вермута
- Мартіні (Італія)
- Чінзано (Італія)
- Gancia (Італія)
- Noilly Prat (Франція)
- Distillerie Stock (Італія)